# Französische Fußballnationalmannschaft/Europameisterschaften
Der Artikel beinhaltet eine ausführliche Darstellung der französischen Fußballnationalmannschaft bei Europameisterschaften. Frankreich nahm 2024 zum elften Mal an der Endrunde zur Europameisterschaft teil, konnte bisher zweimal den Titel gewinnen – 1984 als bisher letzter Gastgeber und 2000 – und war 2016 als erstes Land zum dritten Mal Gastgeber der Endrunde. Mit Michel Platini (9 Tore) und Lilian Thuram (16 Spiele) stellte Frankreich bis 2016 die Spieler mit den meisten EM-Toren und -Spielen.

## Die Nationalmannschaft bei Europameisterschaften

### Übersicht
| Jahr | Gastgeberland           | Teilnahme bis …    | Letzte(r) Gegner            | Ergebnis           | Trainer          | Bemerkungen und Besonderheiten |
| ---- | ----------------------- | ------------------ | --------------------------- | ------------------ | ---------------- | --- |
| 1960 | Frankreich              | Spiel um Platz 3   | Tschechoslowakei            | Vierter            | Albert Batteux   | |
| 1964 | Spanien                 | nicht qualifiziert |                             |                    |                  | im Viertelfinale an Ungarn gescheitert |
| 1968 | Italien                 | nicht qualifiziert |                             |                    |                  | im Viertelfinale an Jugoslawien gescheitert |
| 1972 | Belgien                 | nicht qualifiziert |                             |                    |                  | in der Qualifikation an Ungarn gescheitert |
| 1976 | Jugoslawien             | nicht qualifiziert |                             |                    |                  | in der Qualifikation an Belgien gescheitert, das sich aber auch nicht für die Endrunde qualifizieren konnte |
| 1980 | Italien                 | nicht qualifiziert |                             |                    |                  | in der Qualifikation an Titelverteidiger Tschechoslowakei gescheitert |
| 1984 | Frankreich              | Finale             | Spanien                     | Europameister      | Michel Hidalgo   | Erster EM-Titel, Michel Platini Torschützenkönig |
| 1988 | BR Deutschland          | nicht qualifiziert |                             |                    |                  | in der Qualifikation am späteren Vizeeuropameister Sowjetunion gescheitert |
| 1992 | Schweden                | Vorrunde           | Dänemark, England, Schweden | 6.                 | Michel Platini   | nach zwei Remis und einer Niederlage gegen den späteren Europameister Dänemark als Gruppendritter ausgeschieden |
| 1996 | England                 | Halbfinale         | Tschechien                  | 4.                 | Aimé Jacquet     | Niederlage im Elfmeterschießen gegen den späteren Vizeeuropameister |
| 2000 | Niederlande und Belgien | Finale             | Italien                     | Europameister      | Roger Lemerre    | 2. EM-Titel, erster Weltmeister der Europameister werden konnte |
| 2004 | Portugal                | Viertelfinale      | Griechenland                | 6.                 | Jacques Santini  | Niederlage gegen den späteren Europameister |
| 2008 | Österreich und Schweiz  | Vorrunde           | Italien, Rumänien, Spanien  | 15.                | Raymond Domenech | |
| 2012 | Polen und Ukraine       | Viertelfinale      | Spanien                     | 8.                 | Laurent Blanc    | Niederlage gegen den Titelverteidiger und Weltmeister |
| 2016 | Frankreich              | Finale             | Portugal                    | Vize-Europameister | Didier Deschamps | Als Gastgeber war Frankreich automatisch qualifiziert und erreichte nach zwei Siegen als erste Mannschaft das Achtelfinale. Finalniederlage durch ein 0:1 n. V. |
| 2021 | Europa                  | Achtelfinale       | Schweiz                     | 11.                | Didier Deschamps | Frankreich hatte sich zunächst mit dem im Bau befindlichen Stade des Lumières für die Austragung von Spielen beworben, dann aber zurückgezogen. In der Qualifikation setzten sich die Franzosen zusammen mit der Türkei gegen Island, Albanien, Andorra und die Republik Moldau durch. Bei der Endrunde trafen die Franzosen in München auf Deutschland und in Budapest auf Titelverteidiger Portugal sowie Ungarn, das sich noch über die Playoffs qualifizieren musste. Mit einem Sieg und zwei Remis wurden die Franzosen Gruppensieger und trafen im Achtelfinale auf die Schweiz. Nach Verlängerung stand es Remis (3:3), beim Elfmeterschießen unterlagen die Franzosen schließlich der Schweiz. |
| 2024 | Deutschland             | Halbfinale         | Spanien                     |                    | Didier Deschamps | Frankreich qualifizierte sich als Gruppensieger vor der Niederlande, Griechenland, Irland und Gibraltar. Gegner bei der Endrunde waren in der Gruppenphase Österreich, wieder die Niederlande und Polen, das sich erst im Februar über Play-off-Pfad A noch qualifizieren konnte. Im Achtelfinale wurde mit 1:0 gegen Belgien gewonnen, im Viertelfinale im Elfmeterschießen gegen Portugal. |

## Endrunden mit vier Teilnehmern

### EM 1960
Für die Fußball-Europameisterschaft 1960, die noch als „Europapokal der Nationen“ ausgetragen wurde, wurde Frankreich im Achtelfinale gegen Griechenland gelost und gewann im Oktober 1958 das Hinspiel in Paris mit 7:1, wobei Raymond Kopa das erste EM-Qualifikationstor für Frankreich erzielte. Damit konnte das 1:1 im Rückspiel in Athen zwei Monate später verkraftet werden. Im Viertelfinale war Österreich der Gegner. Wieder hatten die Franzosen zuerst Heimrecht und gewannen im Dezember 1959 deutlich mit 5:2, wobei der WM-Torschützenkönig von 1958 Just Fontaine drei Tore erzielte. Beim Rückspiel im März 1960 in Wien wurde Fontaine nicht eingesetzt, dennoch behielt die Équipe tricolore mit 4:2 die Oberhand, wobei vier verschiedene Torschützen erfolgreich waren. Nachdem die vier besten Mannschaften feststanden, wurde Frankreich als Gastgeberland der Endrunde bestimmt. Fontaine, der 1960 nach seinem Wechsel zu Espanyol Barcelona einen doppelten Beinbruch erlitten hatte, konnte für die Endrunde nicht berücksichtigt werden und auch Kopa stand aufgrund einer Verletzung nicht zur Verfügung.
Am 6. Juli 1960 fand im Pariser Prinzenparkstadion das erste EM-Endrundenspiel statt und im torreichsten Spiel der EM-Geschichte traf der Gastgeber auf Jugoslawien, das im zwei Monate später noch die olympische Goldmedaille gewinnen sollte, und sieben Spieler aus dem EM-Kader standen dann auch im Olympiakader. Bereits in der 11. Minute brachte Milan Galic die Jugoslawen mit 1:0 in Führung, aber nur eine Minute später glich Jean Vincent aus. Dann dauerte es bis zur 43. Minute, bis François Heutte die Franzosen erstmals in Führung brachte und damit ging es in die Pause. In der 53. Minute erhöhte Kapitän Maryan Wisnieski auf 3:1, aber zwei Minuten später gelang den Jugoslawen der Anschlusstreffer. Mit seinem zweiten Tor stellte François Heutte in der 62. Minute den Zweitorevorsprung wieder her, aber damit hatten die Franzosen ihr Pulver verschossen, während die Jugoslawen mit drei Toren das Spiel noch drehten und mit 5:4 ins Finale einzogen, in dem sie aber der UdSSR unterlagen. Für Frankreich blieb nur das Spiel um Platz 3. Vor nur 9.400 Zuschauern wurde auch dieses Spiel verloren, diesmal mit 0:2 weniger dramatisch. Just Fontaine und Jean Vincent wurden zusammen mit dem Tschechoslowaken Titus Buberník mit jeweils 5 Toren Torschützenkönige des gesamten Wettbewerbs.

### EM 1964
Vier Jahre später wollten schon mehr Mannschaften als 1960 teilnehmen, daher wurde dem Achtelfinale eine Vorrunde vorgeschaltet. In dieser trafen die Franzosen auf die Engländer. Nach einem 1:1 in London gewannen sie in Paris mit 5:2. Frankreich setzte sich dann im Achtelfinale zwar gegen Bulgarien nach einem 0:1 in Sofia mit 3:1 im Rückspiel durch, scheiterte im Viertelfinale aber an Ungarn mit 1:3 und 1:2.

### EM 1968
Für die Fußball-Europameisterschaft 1968 wurden in der Qualifikation erstmals Gruppenspiele angesetzt. Belgien, Polen und Luxemburg hießen die Gegner der Franzosen. Die beiden erfolgreichen Vereinstrainer Jean Snella und José Arribas hatten nach dem Vorrundenaus bei der WM 1966 übergangsweise das Amt des Nationaltrainers übernommen, nach nur vier Spielen das Amt aber wieder abgegeben, da sie sich wieder auf ihre Arbeit als Vereinstrainer konzentrieren wollten. Ihr Nachfolger wurde Just Fontaine, der nach nur zwei Freundschaftsspielen von Louis Dugauguez abgelöst wurde. Frankreich konnte zwar keins der Qualifikations-Spiele gegen Belgien gewinnen – in Belgien wurde mit 1:2 verloren und im Heimspiel nur ein 1:1 erreicht – da die Franzosen aber ansonsten alle Spiele gewannen, während die Belgier beide Spiele gegen Polen verloren, hatten die Franzosen am Ende dennoch die Nase vorn und waren für das Viertelfinale qualifiziert. Hier trafen sie auf Jugoslawien. Nach einem 1:1 im Heimspiel mussten sie beim Rückspiel mit 1:5 die höchste Niederlage gegen Jugoslawien hinnehmen. Jugoslawien erreichte anschließend bei der Endrunde das Finale und verlor dieses erst im Wiederholungsspiel gegen Gastgeber Italien. Dugauguez blieb zunächst im Amt, nach einer 0:1-Heimniederlage gegen Norwegen in der Qualifikation für die Weltmeisterschaft 1970 wurde er aber entlassen und Georges Boulogne sein Nachfolger.

### EM 1972
Für die EM-Endrunde 1972 konnte sich Frankreich auch wieder nicht qualifizieren. In einer Gruppe mit Ungarn, Bulgarien und Norwegen wurde mit drei Siegen, einem Remis und einer Niederlage nur der dritte Platz belegt. Entscheidend war dabei eine 0:2-Heimniederlage gegen Ungarn, wodurch die Ungarn Gruppensieger wurden und auch das Viertelfinale überstanden, bei der Endrunde aber nur Vierter wurden. Boulogne blieb zunächst im Amt, nach der verpassten Qualifikation für die Fußball-Weltmeisterschaft 1974 wurde er aber vom Rumänen Ștefan Kovács abgelöst, dem bis heute einzigen ausländischen Nationaltrainer der „Equipe Tricolor“.

### EM 1976
1976 wurde die Endrunde letztmals mit vier Mannschaften ausgetragen. Frankreich scheiterte wieder in der Gruppenphase, diesmal an Belgien und der DDR. Dabei gelang nur ein Heimsieg gegen Island, das auch nur ein Spiel gewann. Gruppensieger Belgien scheiterte dann im Viertelfinale an Vizeweltmeister Niederlande. Für Kovács endete mit der verpassten Qualifikation seine Amtszeit als Nationaltrainer. Sein Nachfolger wurde Michel Hidalgo.

## Endrunden mit acht Teilnehmern

### EM 1980
In der Qualifikation für die Europameisterschaft in Italien, die erstmals mit acht Mannschaften ausgetragen wurde, trafen die Franzosen in der Gruppe auf Titelverteidiger Tschechoslowakei, Schweden und Luxemburg. Frankreich verspielte die Qualifikation quasi im ersten Spiel, in dem in Paris nur ein 2:2 gegen Schweden erreicht wurde. Dieser Punktverlust war am Ende dafür entscheidend, dass mit einem Punkt weniger hinter den Tschechoslowaken nur Platz 2 belegt wurde, da beide ihre Heimspiele gegeneinander und alle anderen Spiele gewannen. Die Tschechoslowaken wurden dann bei der Endrunde letzter Dritter durch einen Sieg im Elfmeterschießen gegen Gastgeber Italien. Danach wurde das Spiel um Platz 3 nicht mehr durchgeführt. Hidalgo blieb im Amt und konnte Frankreich zur WM 1982 führen, die Frankreich als Vierter beendete und 1984 zum ersten Triumph bei einer WM.

### EM 1984

Startaufstellungen im Finale

Für die Ausrichtung der Europameisterschaft 1984 interessierten sich Frankreich, Deutschland, England und Griechenland. Die UEFA entschied sich dann für Frankreich, damit der Verband im Falle der Ausrichtung eine Chance hätte, durch Zuschüsse vom Staat seine veralteten Stadien auszubauen sowie neue zu errichten. Frankreich musste sich daher nicht für die Endrunde qualifizieren.
Zugelost wurden den Franzosen die Mannschaften aus Dänemark, das überraschend England in der Qualifikation ausgeschaltet hatte, Jugoslawien und Belgien. Im Eröffnungsspiel gegen die Dänen taten sich die Franzosen lange Zeit schwer. Erst in der 78. Minute gelang Michel Platini mit seinem ersten EM-Tor der 1:0-Siegtreffer. Drei Minute vor dem Spielende erhielt dann noch Manuel Amoros die Rote Karte. Besser lief es im zweiten Spiel gegen den nördlichen Nachbarn. Bereits nach vier Minuten traft Platini zum 1:0. Noch vor der Pause erhöhten Alain Giresse und Luis Fernández auf 3:0. In der zweiten Halbzeit erzielte dann Platini noch zwei Tore zum 5:0, dem höchsten Sieg in mittlerweile 72 Spielen gegen Belgien. Schwerer taten sie sich dann im letzten Gruppenspiel gegen die Jugoslawien, die drei Tage zuvor mit 0:5 gegen Dänemark verloren hatten und keine Chance mehr hatten, das Halbfinale zu erreichen. Dennoch gaben die Jugoslawen noch einmal Alles, gingen in der 31. Minute in Führung und hielten diese bis zur 58. Minute. Dann gelang Platini der bis heute einzige lupenreine Hattrick bei einer EM. In der 80. Minute verkürzten die Jugoslawen dann zwar noch einmal auf 2:3, aber zu mehr reichte es nicht. Frankreich stand damit im Halbfinale gegen Portugal. Auch hier wurde es dramatisch. Die frühe Führung der Franzosen konnten die Portugiesen in der 78. Minute ausgleichen und damit eine Verlängerung erzwingen. In dieser konnten sie dann zuerst in Führung gehen und diese bis sechs Minuten vor dem Ende halten, dann gelang Jean-François Domergue der Ausgleich und eine Minute vor dem Ende erzielte Platini den 3:2-Siegtreffer. Damit stand Frankreich erstmals im Finale gegen die Spanier, die sich erst im Elfmeterschießen gegen Dänemark durchgesetzt hatten. Nach einer torlosen ersten Halbzeit gelang Platini mit seinem neunten EM-Tor in der 57. Minute die 1:0-Führung, die noch einmal in Gefahr geriet als Yvon Le Roux in der 86. Minute als erster Spieler in einem EM-Finale die Rote Karte erhielt. Bruno Bellone machte dann mit dem 2:0 in der letzten Minute alles klar und Frankreich erhielt zum ersten Mal den Coupe Henri-Delaunay. Platini wurde mit neun Toren Torschützenkönig, ein Rekord, der bis heute trotz nun maximal sechs Spielen nicht überboten werden konnte. Die neun Tore waren auch die Bestmarke im gesamten Wettbewerb inkl. Qualifikation, an der die Franzosen ja nicht teilnehmen mussten. Auch gelang es noch keinem Spieler bei zwei oder mehr Turnieren insgesamt mehr als neun Tore zu erzielen. Mit dem EM-Triumph trat Michel Hidalgo als Nationaltrainer zurück, sein Nachfolger wurde sein Assistent Henri Michel.

### EM 1988
Als Titelverteidiger musste sich auch Frankreich – anders als die damaligen Weltmeister für die Weltmeisterschaften – erneut für die nächste EM-Endrunde qualifizieren. Gegner waren die UdSSR, die DDR, Island und Norwegen. Frankreich konnte nur das Heimspiel gegen Island gewinnen, das seinerseits sogar zwei Spiele gewann. Mit vier Remis bei drei Niederlagen reichte es nur zum dritten Platz. Gruppensieger UdSSR erreichte bei der EM dann Platz 2. Henri Michel blieb zunächst im Amt, nach nur zwei Spielen in der Qualifikation für die Fußball-Weltmeisterschaft 1990, trat er aber von seinem Amt zurück. Sein Nachfolger wurde Michel Platini, dem es zwar nicht gelang, die Franzosen zur WM zu führen, aber für die EM 1992 eine weitere Chance erhielt.

### EM 1992
In der Qualifikation für die EM 1992 traf Frankreich dann auf die Tschechoslowakei, Spanien, wieder Island sowie Albanien. Frankreich gewann alle acht Spiele und qualifizierte sich souverän für die EM-Endrunde.
Für die Endrunde wurden sie in eine Gruppe mit Gastgeber Schweden, England und Jugoslawien gelost. Kurz vor dem Start der Endrunde wurde Jugoslawien aber aufgrund von UN-Sanktionen als Folge der Jugoslawienkriege ausgeschlossen und Dänemark nachnominiert. Die meisten dänischen Spieler hatten – da sie nicht mit einer Teilnahme rechneten – nach dem Saisonende der nationalen Ligen schon ihren Urlaub angetreten. In Schweden trafen die Franzosen im Eröffnungsspiel auf den Gastgeber und erreichten ein 1:1. Gegen die Engländer reichte es im zweiten Spiel nur zu einem torlosen Remis. Gegen Gastgeber Schweden folgte dann ein 1:2 nach 1:0-Führung die bereits in der 4. Minute erzielt wurde. Nach einer 1:2-Niederlage gegen Dänemark schied Frankreich als Gruppendritter aus und Platini trat als Nationaltrainer zurück. Nachfolger wurde sein Assistent Gérard Houllier, der aber nach der verpassten Qualifikation für die Fußball-Weltmeisterschaft 1994 zurücktrat. Jean-Pierre Papin wurde immerhin mit 11 Toren Torschützenkönig des gesamten Wettbewerbs.

## Endrunden mit 16 Teilnehmern

### EM 1996

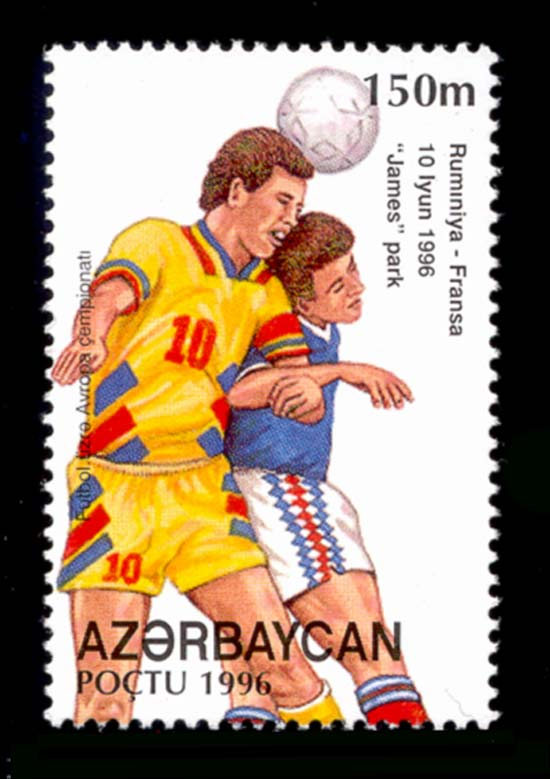
Briefmarke aus Aserbaidschan zum Spiel Frankreich gegen Rumänien

Für die EM 1996, die erstmals mit 16 Mannschaften ausgetragen wurde, mussten sich die Franzosen gegen Rumänien, Polen und Israel sowie die Slowakei und Aserbaidschan, die erstmals teilnahmen, qualifizieren. Frankreich verlor unter dem neuen Nationaltrainer Aimé Jacquet wieder kein Spiel und kassierte nur zwei Gegentore, konnte aber fünfmal nicht gewinnen. Damit wurde am Ende mit einem Punkt Rückstand hinter Rumänien nur Platz 2 belegt. Damit reichte es als sechstbester Gruppenzweiter gerade noch für die direkte Qualifikation.
Bei der Auslosung der Gruppen wurden die Franzosen der Gruppe mit Spanien zugelost. Weitere Gegner waren der WM-Vierte Bulgarien und der Qualifikationsgegner Rumänien. Gegen die Rumänen wurde das Auftaktspiel durch ein Tor von Christophe Dugarry mit 1:0 gewonnen. Gegen Spanien sahen die Franzosen bis fünf Minuten vor dem Spielende noch wie der Sieger aus, dann gelang den Iberern der Ausgleichstreffer, so dass sich beide mit 1:1 trennten. Im letzten Gruppenspiel erreichten die Franzosen ein 3:1 gegen Bulgarien und waren damit als Gruppensieger für das erstmals bei einer Endrunde ausgetragene Viertelfinale qualifiziert. Hier trafen sie auf die Niederländer, aber da beiden Mannschaften in 120 Minuten kein Tor gelang, musste das Elfmeterschießen entscheiden. Während alle fünf Franzosen trafen, scheiterte ein Niederländer am französischen Torhüter Bernard Lama, womit die Franzosen im Halbfinale standen. Gegner waren die Tschechen, die erstmals nach der Spaltung der Tschechoslowakei in zwei Staaten bei einem internationalen Turnier dabei waren. Wieder gelang keiner Mannschaft in 120 Minuten ein Tor, aber diesmal waren zunächst alle zehn Schützen erfolgreich. Dann scheiterte der sechste Franzose Reynald Pedros am tschechischen Torhüter während der sechste Tscheche seinen Elfmeter verwandeln konnte. Für Frankreich war damit die EM beendet, aber das nächste große Turnier, die WM in Frankreich brachte dann den erhofften Erfolg. Tschechien stand im Finale, verlor aber gegen Deutschland durch das erste Golden Goal der EM-Geschichte.

### EM 2000

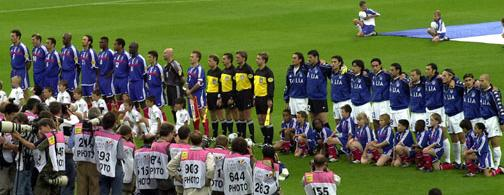
Frankreich (li.) und Italien (re.) vor dem Finale

Startaufstellungen im Finale 2000

Für die EM 2000 mussten sich die Franzosen nach dem Gewinn des WM-Titels gegen die Ukraine, Russland, Island, Armenien und Andorra qualifizieren. Frankreich verlor unter Roger Lemerre, der nach dem WM-Triumph das Amt des Nationaltrainers übernommen hatte, nur das Heimspiel gegen Russland und erreichte mit sechs Siegen und drei Remis Platz 1. Die Ukraine scheiterte als Gruppenzweiter in den Relegationsspielen an Slowenien.
Für die EM-Endrunde, die erstmals in zwei Ländern ausgetragen wurde, wurden die Franzosen in eine Gruppe mit Co-Gastgeber Niederlande, Dänemark und Tschechien gelost. Das Auftaktspiel wurde mit 3:0 gegen Dänemark gewonnen, gegen Tschechien folgte ein mühsam erkämpftes 2:1. Da auch die Niederländer gegen beide gewonnen hatten, kam es im letzten Gruppenspiel zum Endspiel um den Gruppensieg. In einem Spiel mit wechselnden Führungen hatten am Ende die Niederländer mit 3:2 die Nase vorn. Dadurch trafen die Franzosen als Gruppenzweiter auf Spanien und sicherten bereits in der ersten Halbzeit den 2:1-Sieg. Im Halbfinale trafen sie dann auf Portugal, wobei sich mit Zinédine Zidane und Luís Figo die damals besten Spieler gegenüberstanden. Nachdem es nach 90 Minuten 1:1 stand, ging das Spiel in die Verlängerung, in der es auch lange danach aussah, als ob das Elfmeterschießen entscheiden müsste. Drei Minuten vor dem Ende bekam aber der Portugiese Abel Xavier vor dem eigenen Tor den Ball an die Hand. Der österreichische Schiedsrichter Günter Benkö gab Elfmeter. Zidane verwandelte ihn und brachte damit den Weltmeister ins EM-Finale – es war das erste Golden Goal, das durch einen Elfmeter fiel. Im Finale standen sich dann Frankreich und Italien gegenüber. Die Italiener führten nach 55 Minuten mit 1:0 und hielten die Führung bis in die Schlussminute. Dann gelang Sylvain Wiltord der Ausgleich. In der Verlängerung erzielte dann der erst in der 76. Minute eingewechselte David Trezeguet den Siegtreffer für den Weltmeister. Es war das zweite Finale in Folge, das durch ein Golden Goal entschieden wurde. Frankreich war damit der erste Weltmeister, der anschließend Europameister werden konnte, und gewann dann auch den als WM-Generalprobe ausgetragenen FIFA-Konföderationen-Pokal 2001, scheiterte aber bei der WM 2002 bereits sieglos in der Vorrunde. Mit dem Gewinn des EM-Titels beendete Kapitän Didier Deschamps seine Nationalmannschaftskarriere.

### EM 2004
Nach der verkorksten WM trafen die Franzosen in der Qualifikation für die EM 2004 auf Slowenien, Israel, Zypern und Malta. Unter dem neuen Trainer Jacques Santini, der nach der WM das Amt übernommen hatte, gewannen die Franzosen alle acht Spiele und qualifizierten sich souverän für die Endrunde.
In Portugal trafen der Titelverteidiger im Auftaktspiel auf die Engländer und gewann mit 2:1, wobei Zinédine Zidane die Führung der Engländer erst in der ersten Minute der Nachspielzeit durch einen direkt verwandelten Freistoß ausgleichen und in der dritten Minute der Nachspielzeit durch einen Strafstoß den Siegtreffer erzielen konnte. Zuvor hatte David Beckham in der 72. Minute einen Strafstoß nicht verwandeln können. Im zweiten Spiel gegen Kroatien gingen sie zunächst durch ein Eigentor in Führung. Die Kroaten konnten aber in der zweiten Halbzeit zunächst das Spiel drehen, ehe David Trezeguet in der 64. Minute der 2:2-Endstand gelang. Im letzten Gruppenspiel gegen die Schweiz war es dann Thierry Henry, der mit zwei Toren in der zweiten Halbzeit den 3:1-Sieg sicherte. Damit standen die Franzosen im Viertelfinale und trafen auf Griechenland, das unter dem deutschen Trainer Otto Rehhagel in der Gruppe mit Gastgeber Portugal die Spanier und Russen hinter sich gelassen hatte. Die Griechen begegneten dem amtierenden Europameister Frankreich mit einer Defensivtaktik, die den französischen Kombinationsfußball nicht zur Entfaltung kommen ließ, hatten aber in der ersten Halbzeit sogar die besseren Chance. Die zumeist ideenlos agierende „Equipe Tricolore“ kam erst in der zweiten Halbzeit zu einigen guten Chancen, wobei aber die nötige Präzision fehlte. So verfehlte Thierry Henry zweimal knapp das Tor. Den Siegtreffer erzielte Angelos Charisteas in der 65. Minute mit einem Kopfball. Die Franzosen versuchten es danach bis zum Spielende mit der Brechstange – aber erfolglos. Damit war die EM für die Franzosen vorzeitig beendet, die Griechen erreichten dann auch das Finale, in dem sie gegen den Gastgeber ebenfalls durch ein Tor von Charisteas mit 1:0 gewannen. Für Santini endete damit seine Amtszeit als Nationaltrainer, ihm folgte Raymond Domenech.

### EM 2008

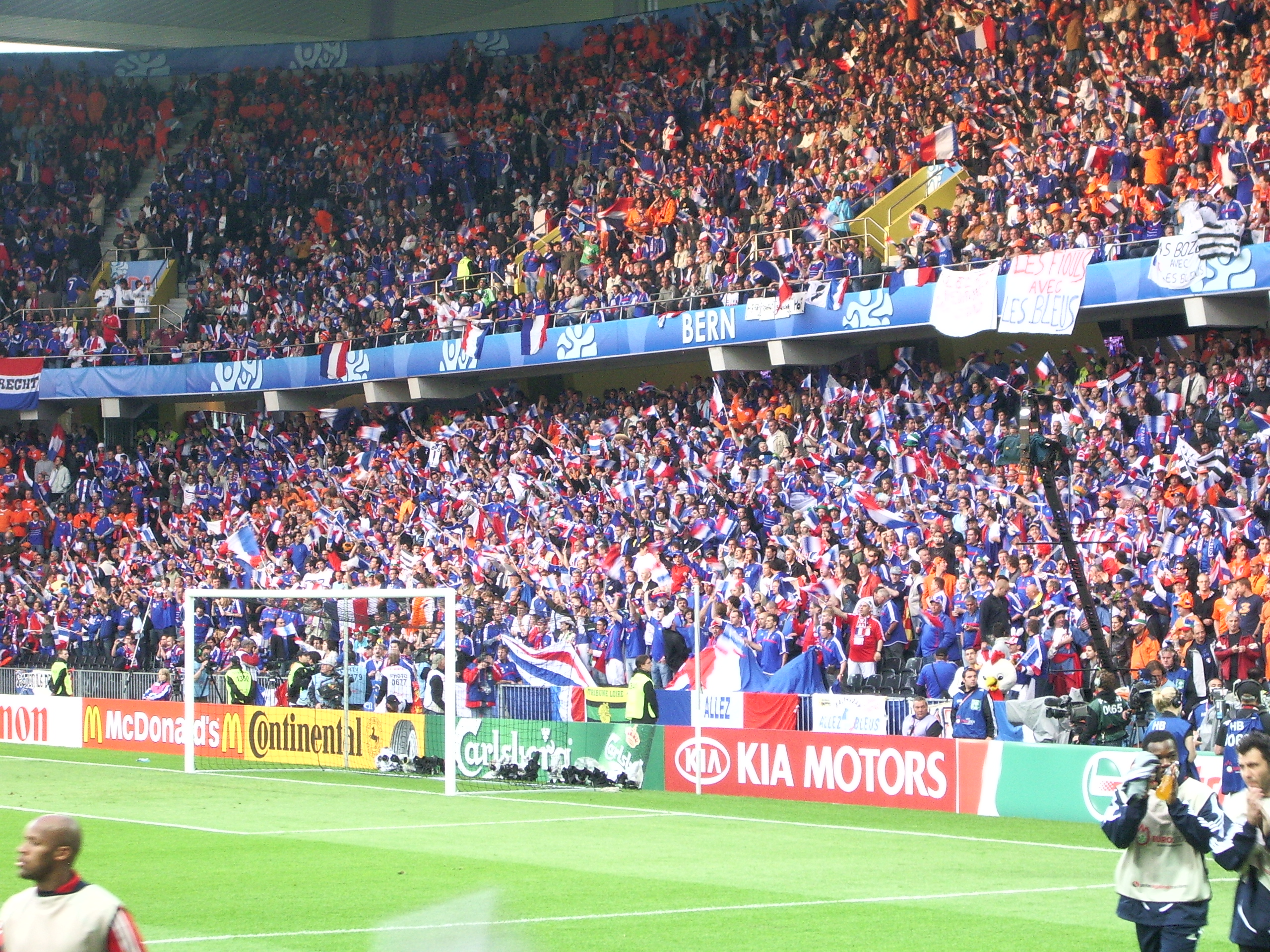
Französische und niederländische Fans beim Spiel Frankreich – Niederlande

In der Qualifikationsgruppe B für die EM 2008 trafen die Franzosen auf die Italiener, gegen die sie das WM-Finale 2006 durch Elfmeterschießen verloren hatten. Weitere Gegner waren Schottland, das erst im letzten Spiel durch ein 1:2 im Heimspiel gegen Italien die Qualifikation verpasste, die Ukraine, Litauen, Georgien und die Färöer, die alle Spiele verloren. Die Franzosen mussten nun ohne Zinédine Zidane auskommen, der nach dem WM-Finale zurückgetreten war, erzielten die meisten Tore und kassierten die wenigsten Gegentore, belegten am Ende aber wieder hinter Italien nur Platz 2, der aber dennoch zur Qualifikation reichte. Gesichert wurde die Qualifikation durch ein 2:0 gegen Litauen im vorletzten Spiel durch die Niederlage der Schotten gegen Italien.
Bei der wieder in zwei Ländern ausgetragenen Endrunde trafen Frankreich und Italien erneut aufeinander, allerdings erst im letzten Gruppenspiel, als es für beide darum ging, sich hinter den bereits für das Viertelfinale qualifizierten Niederländern den zweiten Platz zu sichern. Beide WM-Finalisten hatten gegen die Niederländer hoch verloren, Italien mit 0:3 und die Franzosen mit 1:4, und gegen Rumänien hatten beide nur remis gespielt. Den zweiten Platz konnte der Sieger aber nur erreichen, wenn die Niederländer ihr letztes Gruppenspiel, in dem sie einige Stammspieler schonten, gegen Rumänien nicht verloren. Die Niederländer sorgten dann mit einem 2:0 gegen die Rumänen dafür, dass das Spiel zwischen Frankreich und Italien die ihm zustehende Bedeutung hatte. Nach einer Notbremse und der damit verbundenen Roten Karte für Éric Abidal konnte Andrea Pirlo dann auch den fälligen Elfmeter zum 1:0 für Italien verwandeln. Daniele De Rossi gelang dann noch in der zweiten Halbzeit das 2:0 für den Weltmeister, so dass der Vizeweltmeister ausschied.

### EM 2012

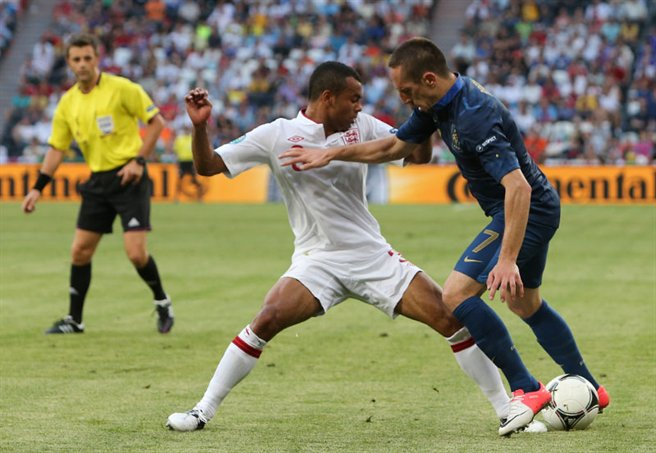
Szene aus dem Spiel gegen England mit Ashley Cole (li.) und Franck Ribéry (re.)

Nach der für Frankreich – aber auch Italien – miserabel verlaufenen WM 2010 – beide schieden als Gruppenletzte in der Vorrunde aus – hatte Laurent Blanc das Traineramt übernommen. Ihm gelang es die Franzosen als Gruppensieger durch die Qualifikation für die EM 2012 zu führen – auch wenn diese bis zum letzten Spieltag offen war. In einer Grupe mit Bosnien und Herzegowina, Rumänien, Belarus, Albanien und Luxemburg hatten die Franzosen am Ende einen Punkt mehr als Bosnien und Herzegowina, das in den Playoffs der Gruppenzweiten an Portugal scheiterte und erst durch ein 1:1 im letzten Spiel in Frankreich die direkte Qualifikation verpasst hatte.
Bei der Endrunde, die wieder in zwei Ländern stattfand, wurde Frankreich in eine Gruppe mit England, Schweden und Co-Gastgeber Ukraine gelost. Im ersten Spiel der Endrunde trennten sich England und Frankreich 1:1, beide Tore fielen kurz hintereinander in der 30. und 39. Minute. Gegen die Ukraine folgte dann ein 2:0. Nach einer 0:2-Niederlage gegen Schweden profitierten die Franzosen dann davon, dass England gegen die Ukraine mit 1:0 gewann, wodurch Frankreich als Gruppenzweiter im Viertelfinale stand. Hier trafen die Franzosen auf Titelverteidiger und Weltmeister Spanien, gegen den die Franzosen noch nie zuvor ein Pflichtspiel verloren hatten. Aber mit diesem Spiel endete diese Serie. Die Iberer gewannen mit 2:0 und zogen ins Halbfinale ein. Hier setzten sie sich gegen Portugal durch und gewannen dann auch das Finale gegen Italien mit 4:0, dem höchsten Sieg in der EM-Finalgeschichte. Mit dem EM-Aus endete die Amtszeit von Blanc, Nachfolger wurde sein früherer Mitspieler Didier Deschamps, Kapitän der Welt- und Europameistermannschaft von 1998 bzw. 2000.

## Endrunden mit 24 Teilnehmern

### EM 2016
Als Ausrichter für die EM 2016, die erstmals 24 Mannschaften ausgetragen werden soll, hatten sich mehrere Verbände beworben. Zur Entscheidung am 28. Mai 2010 hielten noch Frankreich, Italien und die Türkei ihre Bewerbung aufreicht. In der ersten Abstimmungsrunde schied Italien aus. In der zweiten Abstimmung am gleichen Tag setzte sich Frankreich dann mit 7:6 Stimmen gegen die Türkei durch und wurde als Austragungsort bestimmt. Damit ist Frankreich automatisch qualifiziert. Als Neuerung der Qualifikation wurde Frankreich aber einer Fünfergruppe zugelost und bestritt an den Spieltagen jeweils ein Freundschaftsspiel gegen die ansonsten spielfreie Mannschaft, die aber nicht in die Wertung eingingen.
Damit hatte Frankreich Planungssicherheit für die Vorbereitung und musste sich nicht seinerseits um weitere Testspielgegner bemühen. In den Spielen gegen die Mannschaften der Gruppe I gab es sieben Siege, zwei Remis und nur eine Niederlage – die erste gegen Albanien. Damit wäre Frankreich, wenn die Spiele in die Wertung eingegangen wären, Gruppensieger geworden und hätte sich auch sportlich qualifiziert. Zudem gab es Siege in Freundschaftsspielen gegen Spanien und Schweden sowie Niederlagen gegen Brasilien und Belgien. Aufgrund der Wertung aller Spiele als Freundschaftsspiele fiel Frankreich in der FIFA-Weltrangliste von Platz 10, der im Juli 2014 nach der WM belegt wurde, auf Platz 22 zurück.
Für die Gruppenauslosung am 12. Dezember 2015 war Frankreich als eine von sechs Mannschaften aber mit dem nur siebtbesten UEFA-Koeffizienten Topf 1 zugeordnet und konnte daher in der Gruppenphase nicht auf Titelverteidiger Spanien und Weltmeister Deutschland, aber die Nachbarn Italien oder Schweiz treffen, die in Topf 2 waren. Die Schweiz wurde dann auch zugelost und als weitere Gegner Rumänien für das Eröffnungsspiel und Albanien für das zweite Spiel. Nach zwei Siegen durch Tore in den Schlussminuten erreichte Frankreich als erste Mannschaft das Achtelfinale. Im dritten Spiel trennten sie sich torlos von den Schweizer und wurden Gruppensieger. Erster Gegner in der K.-o.-Runde war Irland, gegen den nach frühem Rückstand durch Elfmeter, durch zwei Tore von Griezmann mit 2:1 gewonnen wurde. Im Viertelfinale konnte dann nicht nur die Überraschungsmannschaft aus Island mit 5:2 besiegt werden, sondern auch die Anfeuerungsrituale der isländischen Fans für das Halbfinale gegen Deutschland übernommen werden. Hier gelang den Franzosen erstmals seit dem 6:3 im Spiel um Platz 3 bei der WM 1958 wieder ein Pflichtspielsieg gegen Deutschland. Im Finale gegen die Portugiesen waren die Franzosen zwar lange Zeit die bessere Mannschaft, konnten aber kein Tor erzielen und kassierten dann in der Verlängerung das entscheidende Tor, wodurch sie erstmals ein Pflichtspiel gegen Portugal verloren.

### EM 2021
Für die erste paneuropäische EM hatte sich auch Frankreich zunächst mit dem im Bau befindlichen und 2016 eingeweihten Stade des Lumières für die Austragung von Spielen beworben, dann aber zurückgezogen. In der Qualifikation trafen die Franzosen auf die Türkei, Island, Albanien, Andorra und die Republik Moldau. Die Franzosen, die 2018 die WM gewonnen hatten, begannen mit einem 4:1-Sieg in der Republik Moldau und ließem dem einen 4:0-Heimsieg gegen Island folgen. Dann verloren sie aber in der Türkei mit 0:2. Nach vier weiteren Siegen reichte es im Heimspiel gegen die Türkei nur zu einem 1:1. Als sich Türken und Isländer am vorletzten Spieltag torlos trennten, qualifizierten sich sowohl die Türken als auch die Franzosen für die EM-Endrunde, da die Franzosen schon beide Spiele gegen Island gewonnen hatten und selbst bei Punktgleichheit am Ende durch den direkten Vergleich die Isländer auf Platz 3 verwiesen hätten. Durch einen 2:1-Sieg gegen die Moldauer wenige Stunden später zogen sie dann noch an den Türken vorbei auf Platz 1. Dieser wurde im letzten Gruppenspiel, dem 100. Spiel unter Nationaltrainer Didier Deschamps, durch einen Sieg in Albanien gefestigt.
Bei der Auslosung wurden die Franzosen der Gruppe mit Deutschland, Titelverteidiger Portugal und einer Mannschaft zugelost, die sich noch über die Playoffs qualifizieren musste, was den Ungarn gelang. Sie trafen damit auf die Gegner der beiden letzten EM-Spiele. Im ersten Spiel gegen Deutschland, das in München stattfand, gewannen sie durch ein Eigentor von Mats Hummels mit 1:0. Auch das zweite Spiel war ein Auswärtsspiel, diesmal in Budapest gegen die Ungarn. In der ersten Halbzeit hatten die Franzosen zwar die besseren Torchancen, gerieten aber bei einem Konter in der Nachspielzeit überraschend in Rückstand. Mit seinem siebten EM-Tor gelang Antoine Griezmann in der zweiten Halbzeit nur noch der Ausgleich. Da im zweiten Spiel Portugal gegen Deutschland verlor, stand schon vor dem letzten Spiel gegen die Portugiesen fest, das Frankreich das Achtelfinale erreicht hatte. In Budapest trennten sich dann beide mit 2:2, wobei die Portugiesen zwei und die Franzosen einen Strafstoß verwandeln konnten. Frankreich sicherte sich durch das Remis den Gruppensieg, da sich Deutschland und Ungarn im Parallelspiel ebenfalls 2:2 trennten. Im Achtelfinale trafen die Franzosen schließlich auf die Schweiz. Nachdem sie in der ersten Halbzeit 0:1 in den Rückstand geraten waren, konnten sie in der zweiten Halbzeit die Führung übernehmen und bis in die 75. Minute auf 3:1 ausbauen. Den Schweizern gelang jedoch noch vor Ablauf der zweiten Halbzeit der Ausgleich, sodass nach einem Spielstand von 3:3 die Verlängerung folgte. In dieser fielen aber keine Tore mehr. Das anschließende Elfmeterschießen verlor Frankreich mit 4:5.

### EM 2024
Für die zweite EM in Deutschland konnten sich die Franzosen als Gruppensieger der Qualifikation-Gruppe D mit sieben Siegen und einem Remis qualifizieren. Gegner waren die Niederlande, Griechenland, Irland und Gibraltar. Den einzigen Punktverlust gab es im letzten Spiel, das in Griechenland 2:2 endete. Im vorletzten Spiel gelang den Franzosen mit 14:0 gegen Gibraltar ihr höchster Länderspielsieg. Als zweitbester Gruppensieger wurden sie bei der Auslosung der Endrundengruppen am 1. Dezember 2023 Topf A zugeordnet, so dass sie nicht wie vier Jahre zuvor in eine Gruppe mit Gastgeber Deutschland und Portugal, den besten Gruppensieger, gelost werden konnten. Gegner bei der Endrunde waren in der Gruppenphase wieder die Niederlande, Österreich und Polen, das sich im Februar über Play-off-Pfad A noch qualifizieren konnte. Die Franzosen begannen mit einem 1:0-Sieg gegen Österreich, wobei sie von einem Eigentor profitierten. Nach einem torlosen Remis gegen die Niederlande reichte ein 1:1 gegen Polen um sich als Gruppenzweite für die K.-o.-Runde zu qualifizieren. Im Achtelfinale trafen sie auf den nördlichen Nachbarn Belgien und gewannen durch ein Eigentor mit 1:0. Im Viertelfinale wurde Portugal nach torlosen 120 Minuten mit 5:3 im Elfmeterschießen bezwungen. Im Halbfinale wurde dann trotz 1:0-Führung mit 1:2 gegen Spanien verloren.

## Spieler mit den meisten Einsätzen bei Europameisterschaften
| Spiele | Spieler            | Jahr (Spiele)                          |
| ------ | ------------------ | -------------------------------------- |
| 17     | Antoine Griezmann  | 2016 (7), 2021 (4), 2024 (6)           |
| 16     | Lilian Thuram      | 1996 (5), 2000 (5), 2004 (4), 2008 (2) |
| 15     | Hugo Lloris        | 2012 (4), 2016 (7), 2021 (4)           |
|        | Olivier Giroud     | 2012 (3), 2016 (6), 2021 (2), 2024 (4) |
| 14     | Zinédine Zidane    | 1996 (5), 2000 (5), 2004 (4)           |
|        | N’Golo Kanté       | 2016 (4), 2021 (4), 2024 (6)           |
| 13     | Laurent Blanc      | 1992 (3), 1996 (5), 2000 (5)           |
|        | Didier Deschamps   | 1992 (3), 1996 (4), 2000 (6)           |
| 12     | Bixente Lizarazu   | 1996 (5), 2000 (4), 2004 (3)           |
|        | Marcel Desailly    | 1996 (5), 2000 (6), 2004 (1)           |
| 11     | Thierry Henry      | 2000 (5), 2004 (4), 2008 (2)           |
|        | Paul Pogba         | 2016 (7), 2021 (4)                     |
| 10     | Youri Djorkaeff    | 1996 (5), 2004 (5)                     |
|        | Patrice Evra       | 2008 (2), 2012 (1), 2016 (7)           |
|        | Karim Benzema      | 2008 (2), 2012 (4), 2021 (4)           |
| 9      | Fabien Barthez     | 1996 (0), 2000 (5), 2004 (4)           |
|        | Patrick Vieira     | 2000 (6), 2004 (3), 2008 (0)           |
|        | Kingsley Coman     | 2016 (6), 2021 (2), 2024 (1)           |
|        | Kylian Mbappé      | 2021 (4), 2024 (5)                     |
|        | Adrien Rabiot      | 2021 (4), 2024 (5)                     |
| 8      | Christophe Dugarry | 1996 (4), 2000 (4)                     |
|        | Luis Fernández     | 1984 (5), 1992 (3)                     |
|        | Nicolas Anelka     | 2000 (5), 2008 (3)                     |
|        | Adil Rami          | 2012 (4), 2016 (4)                     |
|        | Sylvain Wiltord    | 2000 (5), 2004 (3)                     |
|        | Laurent Koscielny  | 2012 (1), 2016 (7)                     |
|        | Moussa Sissoko     | 2016 (6), 2021 (2)                     |

Stand: 9. Juli 2024

## Spieler mit den meisten Toren bei Europameisterschaften
| Tore | Spieler                | Jahr (Tore)                            |
| ---- | ---------------------- | -------------------------------------- |
| 9    | Michel Platini         | 1984 (9)                               |
| 7    | Antoine Griezmann      | 2016 (6), 2021 (1), 2024 (0)           |
| 6    | Thierry Henry          | 2000 (3), 2004 (2), 2008 (1)           |
| 5    | Zinédine Zidane        | 1996 (0), 2000 (2), 2004 (3)           |
| 4    | Karim Benzema          | 2021 (4)                               |
| 3    | Olivier Giroud         | 2012 (0), 2016 (3), 2021 (0), 2024 (0) |
|      | Dimitri Payet          | 2016 (3)                               |
|      | David Trezeguet        | 2000 (2), 2004 (1)                     |
|      | Youri Djorkaeff        | 1996 (1), 2000 (2)                     |
| 2    | Laurent Blanc          | 1992 (0), 1996 (1), 2000 (1)           |
|      | Jean-François Domergue | 1984 (2)                               |
|      | Christophe Dugarry     | 1996 (1), 2000 (1)                     |
|      | François Heutte        | 1960 (2)                               |
|      | Jean-Pierre Papin      | 1992 (2)                               |
|      | Sylvain Wiltord        | 2000 (2), 2004 (0)                     |
|      | Paul Pogba             | 2016 (1), 2021 (1)                     |
| 1    | 12 Spieler             |                                        |

Zudem ein Eigentor eines Gegners
Stand: 9. Juli 2024

## Bei Europameisterschaften gesperrte Spieler
- 1984 erhielt Manuel Amoros im ersten Gruppenspiel die Rote Karte und war die nächsten Spiele gesperrt. Er wurde erst wieder im Finale eingesetzt, in dem Yvon Le Roux ebenfalls die Rote Karte erhielt.
- 1996 erhielt Christian Karembeu im Viertelfinale die zweite Gelbe Karte und war für das Halbfinale gesperrt.
- 2000 erhielten Marcel Desailly und Patrick Vieira im Halbfinale die zweite Gelbe Karte und waren für das Finale gesperrt. In diesem erhielt auch Lilian Thuram die zweite Gelbe Karte.
- 2008 erhielt Éric Abidal im letzten Gruppenspiel die Rote Karte. Da Frankreich ausschied, hatte sie keinen weiteren Effekt. Er war aber für das erste WM-Qualifikationsspiel gegen Österreich gesperrt.
- 2012 erhielt Philippe Mexès im letzten Gruppenspiel die zweite Gelbe Karte und war für das Viertelfinale gesperrt. In diesem erhielt auch Jérémy Ménez die zweite Gelbe Karte. Da Frankreich ausschied, hatte sie keinen Effekt.
- 2016 erhielten N’Golo Kanté und Adil Rami im Achtelfinale die zweite Gelbe Karte und waren für das Viertelfinale gesperrt. Die zweiten Gelben Karten für Laurent Koscielny und Samuel Umtiti im Finale hatte keinen Effekt.
- 2024 erhielt Adrien Rabiot im Achtelfinale die zweite Gelbe Karte und ist für das Achtelfinale gesperrt.

## Anteil der im Ausland spielenden Spieler im EM-Kader
Legionäre spielten in den ersten vier Kadern keine oder nur eine sehr geringe Rolle. Zumeist waren es herausragende Spieler, die ins Ausland gewechselt waren. Danach stellten sie aber immer den Hauptteil der Kader.
| Jahr (Spiele) | Anzahl (Länder)                                                                      | Spieler (Einsätze) |
| ------------- | ------------------------------------------------------------------------------------ | --- |
| 1960 (2)      | 0                                                                                    | |
| 1984 (5)      | 1 (in Italien)                                                                       | Michel Platini (5) |
| 1992 (3)      | 2 (1 in England, 1 in Italien)                                                       | Éric Cantona (3); Laurent Blanc (3) |
| 1996 (5)      | 4 (in Italien)                                                                       | Jocelyn Angloma (2), Marcel Desailly (5), Didier Deschamps (4); Christian Karembeu (4) |
| 2000 (6)      | 14 (2 in Deutschland, 6 in England, 4 in Italien, 2 in Spanien)                      | Youri Djorkaeff (5), Bixente Lizarazu (4); Emmanuel Petit (3), Patrick Vieira (6), Thierry Henry (5), Didier Deschamps (6), Frank Lebœuf (1), Marcel Desailly (6); Lilian Thuram (5), Vincent Candela (2), Laurent Blanc (5), Zinédine Zidane (5); Christian Karembeu (1), Nicolas Anelka (5) |
| 2004 (4)      | 15 (2 in Deutschland, 9 in England, 3 in Italien, 1 in Spanien)                      | Bixente Lizarazu (3), Willy Sagnol (3); Patrick Vieira (3), Robert Pires (4), Sylvain Wiltord (3), Thierry Henry (4), Claude Makélélé (3), Marcel Desailly (1), William Gallas (4), Louis Saha (2), Mikaël Silvestre (4); Olivier Dacourt (3), David Trezeguet (4), Lilian Thuram (4), Zinédine Zidane (4)                                                                                       |
| 2008 (3)      | 13 (2 in Deutschland, 6 in England, 2 in Italien, 3 in Spanien)                      | Franck Ribéry (3), Willy Sagnol (2); Nicolas Anelka (3), Lassana Diarra (0), Patrice Evra (2), William Gallas (3), Claude Makélélé (3), Florent Malouda (2); Sébastien Frey (0), Patrick Vieira (0); Éric Abidal (2), Thierry Henry (2), Lilian Thuram (2), |
| 2012 (4)      | 11 (1 in Deutschland, 7 in England, 1 in Italien, 2 in Spanien)                      | Franck Ribéry (4); Hatem Ben Arfa (2), Patrice Evra (1), Yohan Cabaye (3), Gaël Clichy (3), Laurent Koscielny (1), Florent Malouda (3), Samir Nasri (4); Philippe Mexès (3); Karim Benzema (4), Adil Rami (4) |
| 2016 (7)      | 18 (1 in Deutschland, 11 in England, 3 in Italien, 1 in Mexiko, 2 in Spanien)        | Kingsley Coman (5); Yohan Cabaye (2), Olivier Giroud (6), N’Golo Kanté (4), Laurent Koscielny (7), Hugo Lloris (7), Eliaquim Mangala (1), Anthony Martial (3), Dimitri Payet (7), Bacary Sagna (7), Morgan Schneiderlin (0), Moussa Sissoko (6); Lucas Digne (0), Patrice Evra (7), Paul Pogba (7); André-Pierre Gignac (6), Antoine Griezmann (7), Adil Rami (4)                                |
| 2021 (4)      | 20 1(5 in Deutschland, 7 in England, 1 in Italien, 7 in Spanien)                     | Kingsley Coman (2); Lucas Hernández (2), Benjamin Pavard (3), Marcus Thuram (1), Corentin Tolisso (3); Lucas Digne (2), Olivier Giroud (2), N’Golo Kanté (4), Hugo Lloris (4), Paul Pogba (4), Moussa Sissoko (2), Kurt Zouma (0); Adrien Rabiot (4); Karim Benzema (4), Ousmane Dembélé (2), Antoine Griezmann (4), Jules Koundé (1), Clément Lenglet (1), Thomas Lemar (1), Raphaël Varane (4) |
| 2024 (56)     | 17 1(2 in Deutschland, 3 in England, 6 in Italien, 1 in Saudi-Arabien, 5 in Spanien) | Kingsley Coman (1), Dayot Upamecano (6); Alphonse Aréola (0), Ibrahima Konaté (0), William Saliba (6); Olivier Giroud (4), Théo Hernández (6), Mike Maignan (6), Benjamin Pavard (0), Adrien Rabiot (5), Marcus Thuram (4); N’Golo Kanté (6); Eduardo Camavinga (4), Antoine Griezmann (6), Jules Koundé (6), Ferland Mendy (0), Aurélien Tchouaméni (5)                                         |

Stand: 9. Juli 2024

## Bilanz gegen die anderen Europameister bei Europameisterschaften
- Portugal: 5 Spiele (davon 1 Finale), 2 Siege, 2 Remis (1× im Elfmeterschießen gewonnen), 1 Niederlage, 7:6 Tore (5:3 i. E.)
- Spanien: 5 Spiele (davon 1 Finale), 2 Siege, 1 Remis, 2 Niederlagen, 6:6 Tore
- Dänemark: 3 Spiele, 2 Siege, 1 Niederlage, 5:2 Tore
- Niederlande: 4 Spiele, 2 Remis, 2 Niederlagen, 3:7 Tore (5:4 i. E.)
- Tschechoslowakei/Tschechien: 3 Spiele, 1 Sieg, 1 Remis, 1 Niederlage, 2:3 Tore (5:6 i. E.)
- Deutschland: 2 Spiele, 2 Siege, 3:0 Tore
- Italien: 2 Spiele (davon 1 Finale), 1 Sieg, 1 Niederlage 2:3 Tore
- Griechenland: 1 Spiel, 1 Niederlage, 0:1 Tore
- UdSSR/GUS/Russland: keine Spiele

## Rekorde
- Gegen folgende Länder gelangen die höchsten Siege bei EM-Turnieren.
  -  Belgien: Vorrunde 1984 - 5:0 (höchster Sieg in 72 Spielen gegen Belgien)
  -  Dänemark: Vorrunde 2000 - 3:0 (zudem ein 3:0 in einem Freundschaftsspiel 1973)
  -  Spanien: Finale 1984 - 2:0 (zudem ein 3:1 in der EM-Qualifikation 1992 und im WM-Achtelfinale 2006)
  -  Tschechien: Vorrunde 2000 - 2:1 (bisher einziger Sieg gegen Tschechien)
- Gegen folgende Länder kassierte die französische Mannschaft ihre höchsten Niederlagen bei EM-Turnieren:
  -  Griechenland: Viertelfinale 2004 - 0:1 (einzige Niederlage gegen Griechenland)
  -  Schweden: Vorrunde 2012 - 0:2 (zudem ein 0:2 in der WM-Qualifikation 1970)
- Die längsten Siegesserien ohne Siege im Elfmeterschießen: 5 Siege in Folge gelangen Frankreich (1984), Niederlande (1988 bis 1992) sowie Tschechien (2000 bis 2004)
- Die längste Serie mit mindestens einem Tor pro Spiel: Frankreich (2000–2004) 9
- Höchste Siege in der Vorrunde: Frankreich – Belgien (1984), Dänemark – Jugoslawien (1984) und Schweden – Bulgarien (2004) – alle 5:0
- Das torreichste Spiel: 9 Tore im Halbfinale 1960 Jugoslawien – Frankreich 5:4
- Rekordtorschütze bei einem Turnier: Michel Platini 9 Tore (1984, bis 2021 zusammen mit Cristiano Ronaldo auch Gesamtrekordtorschütze)
- Meiste Tore in der Vorrunde: Michel Platini 7 Tore (1984)
- Einziger „lupenreiner“ Hattrick: Michel Platini (Frankreich), am 19. Juni 1984 im Gruppenspiel gegen Jugoslawien durch Tore in der 59., 61. und 76. Minute.

### Trainer
- Roger Lemerre gewann mit Frankreich 2000 die Europameisterschaft und 2004 mit Tunesien die Afrikameisterschaft

### Negativrekorde
- Erster Platzverweis in einem Finale: Yvon Le Roux 1984 in der 86. Minute des Finales Frankreich – Spanien
- Die wenigsten Zuschauer im Schnitt: 20.400 (Frankreich 1960)
- Die meisten Heimniederlagen: 3 (zusammen mit Belgien)

## Spiele
Frankreich bestritt bisher 49 EM-Spiele, davon wurden 23 gewonnen. Elf wurden verloren und 15 endeten remis. Acht Spiele mussten verlängert werden und davon wurden zwei im Elfmeterschießen gewonnen und zwei verloren sowie 2 durch Golden Goal und je eins normal in der Verlängerung gewonnen und verloren.
Frankreich nahm viermal, 1960, 1984 und 2016 als Gastgeber sowie 1992 gegen den Gastgeber am Eröffnungsspiel der EM teil, hatte bisher 13 Heimspiele – die meisten aller bisherigen EM-Teilnehmer – und spielte bisher fünfmal gegen einen Gastgeber (1992, 2000, 2012 und 2021 (2×) jeweils in der Vorrunde).
Frankreich spielte zweimal (2012 im Viertelfinale und 2021 in der Vorrunde) gegen den Titelverteidiger und fünfmal (1992 in der Vorrunde, 2004 und 2012 im Viertelfinale, 2024 im Halbfinale sowie 2016 im Finale) gegen den späteren Europameister.
Häufigste Gegner sind Portugal und Spanien (je 5×) sowie Dänemark, England, die Niederlande, Rumänien und die Schweiz (je 3×).
Frankreich und Deutschland spielten 2016 im Halbfinale erstmals bei einer EM gegeneinander.
| Alle EM-Spiele |            |                      |                  |   |                           |                  |                                                               |
| Nr.            | Datum      | Ergebnis             | Gegner           |   | Austragungsort            | Anlass           | Bemerkungen                                                   |
| 1              | 06.07.1960 | 4:5                  | Jugoslawien      | H | Paris                     | Halbfinale       | Erstes EM-Endrundenspiel                                      |
| 2              | 09.07.1960 | 0:2                  | Tschechoslowakei | H | Marseille                 | Spiel um Platz 3 |                                                               |
| 3              | 12.06.1984 | 1:0                  | Dänemark         | H | Paris                     | Vorrunde         |                                                               |
| 4              | 16.06.1984 | 5:0                  | Belgien          | H | Nantes                    | Vorrunde         |                                                               |
| 5              | 19.06.1984 | 3:2                  | Jugoslawien      | H | Saint Etienne             | Vorrunde         |                                                               |
| 6              | 23.06.1984 | 3:2 n. V.            | Portugal         | H | Marseille                 | Halbfinale       |                                                               |
| 7              | 27.06.1984 | 2:0                  | Spanien          | H | Paris                     | Finale           | Erster Titelgewinn, letztes Spiel unter Michel Hidalgo        |
| 8              | 10.06.1992 | 1:1                  | Schweden         | A | Solna (SWE)               | Vorrunde         |                                                               |
| 9              | 14.06.1992 | 0:0                  | England          | * | Malmö (SWE)               | Vorrunde         |                                                               |
| 10             | 17.06.1992 | 1:2                  | Dänemark         | * | Malmö (SWE)               | Vorrunde         | Letztes Spiel unter Michel Platini                            |
| 11             | 10.06.1996 | 1:0                  | Rumänien         | * | Newcastle upon Tyne (ENG) | Vorrunde         |                                                               |
| 12             | 15.06.1996 | 1:1                  | Spanien          | * | Leeds (ENG)               | Vorrunde         |                                                               |
| 13             | 19.06.1996 | 3:1                  | Bulgarien        | * | Newcastle upon Tyne (ENG) | Vorrunde         |                                                               |
| 14             | 22.06.1996 | 0:0 n. V.; 5:4 i. E. | Niederlande      | * | Liverpool (ENG)           | Viertelfinale    |                                                               |
| 15             | 26.06.1996 | 0:0 n. V.; 5:6 i. E. | Tschechien       | * | Manchester (ENG)          | Halbfinale       |                                                               |
| 16             | 11.06.2000 | 3:0                  | Dänemark         | * | Brügge (BEL)              | Vorrunde         |                                                               |
| 17             | 16.06.2000 | 2:1                  | Tschechien       | * | Brügge (BEL)              | Vorrunde         |                                                               |
| 18             | 21.06.2000 | 2:3                  | Niederlande      | A | Amsterdam (NLD)           | Vorrunde         |                                                               |
| 19             | 25.06.2000 | 2:1                  | Spanien          | * | Brügge (BEL)              | Viertelfinale    |                                                               |
| 20             | 28.06.2000 | 2:1 n. V.            | Portugal         | * | Brüssel (BEL)             | Halbfinale       | Sieg durch Golden Goal 100. Länderspiel von Didier Deschamps  |
| 21             | 02.07.2000 | 2:1 n. V.            | Italien          | * | Rotterdam (NLD)           | Finale           | Sieg durch Golden Goal 2. EM-Titel 600. Länderspiel           |
| 22             | 13.06.2004 | 2:1                  | England          | * | Lissabon (PRT)            | Vorrunde         | 100. Länderspiel von Lilian Thuram                            |
| 23             | 17.06.2004 | 2:2                  | Kroatien         | * | Leiria (PRT)              | Vorrunde         |                                                               |
| 24             | 21.06.2004 | 3:1                  | Schweiz          | * | Coimbra (PRT)             | Vorrunde         |                                                               |
| 25             | 25.06.2004 | 0:1                  | Griechenland     | * | Lissabon (PRT)            | Viertelfinale    | Letztes Spiel unter Jacques Santini                           |
| 26             | 09.06.2008 | 0:0                  | Rumänien         | * | Zürich (CHE)              | Vorrunde         |                                                               |
| 27             | 13.06.2008 | 1:4                  | Niederlande      | * | Bern (CHE)                | Vorrunde         |                                                               |
| 28             | 17.06.2008 | 0:2                  | Italien          | * | Zürich (CHE)              | Vorrunde         |                                                               |
| 29             | 11.06.2012 | 1:1                  | England          | * | Donezk (UKR)              | Vorrunde         |                                                               |
| 30             | 15.06.2012 | 2:0                  | Ukraine          | A | Donezk (UKR)              | Vorrunde         |                                                               |
| 31             | 19.06.2012 | 0:2                  | Schweden         | * | Kiew (UKR)                | Vorrunde         |                                                               |
| 32             | 23.06.2012 | 0:2                  | Spanien (TV)     | * | Donezk (UKR)              | Viertelfinale    | Letztes Spiel unter Trainer Laurent Blanc                     |
| 33             | 10.06.2016 | 2:1                  | Rumänien         | H | Saint-Denis               | Vorrunde         |                                                               |
| 34             | 15.06.2016 | 2:0                  | Albanien         | H | Marseille                 | Vorrunde         |                                                               |
| 35             | 19.06.2016 | 0:0                  | Schweiz          | H | Lille                     | Vorrunde         |                                                               |
| 36             | 26.06.2016 | 2:1                  | Irland           | H | Lyon                      | Achtelfinale     |                                                               |
| 37             | 03.07.2016 | 5:2                  | Island           | H | Saint-Denis               | Viertelfinale    |                                                               |
| 38             | 07.07.2016 | 2:0                  | Deutschland      | H | Marseille                 | Halbfinale       |                                                               |
| 39             | 10.07.2016 | 0:1 n. V.            | Portugal         | H | Saint-Denis               | Finale           |                                                               |
| 40             | 15.06.2021 | 1:0                  | Deutschland      | A | München (DEU)             | Vorrunde         |                                                               |
| 41             | 19.06.2021 | 1:1                  | Ungarn           | A | Budapest (HUN)            | Vorrunde         |                                                               |
| 42             | 23.06.2021 | 2:2                  | Portugal (TV)    | * | Budapest (HUN)            | Vorrunde         | Frankreich als Gruppensieger für die K.-o.-Runde qualifiziert |
| 43             | 28.06.2021 | 3:3 n. V., 4:5 i. E. | Schweiz          | * | Bukarest (ROU)            | Achtelfinale     |                                                               |
| 44             | 17.06.2024 | 1:0                  | Österreich       | * | Düsseldorf (DEU)          | Vorrunde         |                                                               |
| 45             | 21.06.2024 | 0:0                  | Niederlande      | * | Leipzig (DEU)             | Vorrunde         |                                                               |
| 46             | 25.06.2024 | 1:1                  | Polen            | * | Dortmund (DEU)            | Vorrunde         |                                                               |
| 47             | 01.07.2024 | 1:0                  | Belgien          | * | Düsseldorf (DEU)          | Achtelfinale     |                                                               |
| 48             | 05.07.2024 | 0:0 n. V., 5:3 i. E. | Portugal         | * | Hamburg (DEU)             | Viertelfinale    |                                                               |
| 49             | 09.07.2024 | 1:2                  | Spanien          | * | München (DEU)             | Halbfinale       |                                                               |